# Pavel Aleksandrovič Stroganov
Grof Pavel Aleksandrovič Stroganov (rusko Павел Александрович Строганов), ruski general, * 7. junij 1774, † 10. junij 1817.
Bil je eden izmed pomembnejših generalov, ki so se borili med Napoleonovo invazijo na Rusijo; posledično je bil njegov portret dodan v Vojaško galerijo Zimskega dvorca.

## Življenje
Rodil se je v plemiški družini; njegov boter je bil car Pavel Ruski in bil je otroški prijatelj carja Aleksandra I. Leta 1779 je kot kornet vstopil v dvorni konjeniški polk. Leta 1787 je bil premeščen v dvorni Preobraženski polk. V letih 1787−90 je bil na študijskem potovanju po Švici in Franciji. 
Leta 1791 je bil povišan v poročnika. Zaradi neprimernega obnašanja v Parizu ga je carica Katarina Velika izgnala iz dvora; nanj se je lahko vrnil šele po njeni smrti. Leta 1798 je postal spremljevalec carja; po ustoličenju Aleksandra I. se je njegova kariera strmo vzpela. 
Junija 1801 je postal član tajnega komiteja in 8. septembra 1802 je prejel naziv tajnega svetovalca ter postal svetovalec notranjega ministra. Med kampanjo leta 1805 je spremljal carja po bojišču ter istočasno skrbel za diplomatske zadeve. V začetku leta 1806 je bil poslan v London, kjer je sklenil anglo-rusko koalicijo proti Napoleonu. 
14. februarja 1807 je izgubil položaj na ministrstvu ter postal senator. A kmalu je prostovoljno zapustil politiko in se pridružil rezervni vojski; postal je poveljnik kozaškega polka. Po koncu kampanje je bil sprejet v redno kopensko vojsko ter povišan v generalmajorja. 27. januarja 1808 je postal poveljnik Leib-grenadirskega polka. Polk je vodil v bojih proti Švedom (1808-09) in Turkom (1809-11).
Ob pričetku patriotske vojne leta 1812 je bil poveljnik 1. grenadirske divizije. 
3. septembra 1814 je postal poveljnik 2. gardne pehotne divizije.